# Lilyhammer
Lilyhammer és una Sèrie de televisió estatunidenco-noruega creada per Anne Bjørnstad i Eilif Skodvin i difosa entre el 25 de gener de 2012 i el 17 de desembre de 2014 a la NRK1 a Noruega i des del 6 de febrer de 2012 a Netflix als Estats Units i Canadà, on els vuit episodis de cada temporada es van posar en línia al mateix temps.

## Sinopsi
Frank « The Fixer » Tagliano, un antic padrí de la màfia italiana de Nova York, entra al programa de protecció de testimonis després d'haver testificat en un procés als Estats Units. Tagliano demana ser traslladat a Lillehammer a Noruega, interessat per la ciutat després d'haver vist els Jocs Olímpics d'Hivern de 1994. La seva nova identitat és la de l'immigrat estatunidenco-noruec Giovanni Henriksen
El títol de la sèrie fa referència a la manera per la qual certs anglòfons pronuncien malament el nom de la ciutat, així com al gos de Tagliano, Lily, mort en el primer episodi.

## Repartiment
- Steven Van Zandt: Frank Tagliano / Giovanni « Johnny » Henriksen
- Trond Fausa Aurvåg: Torgeir Lien
- Marian Saastad Ottesen: Sigrid Haugli
- Steinar Sagen: Roar Lien
- Fridtjov Såheim: Jan Johansen
- Sven Nordin: Julius Backe
- Anne Krigsvoll: Laila Hovland
- Mikael Aksnes-Pehrson: Jonas Haugli
- Kyrre Hellum: Geir « Elvis » Tvedt
- Tommy Karlsen Sandum: MC-Arne
- Greg Canestrari: Jerry Delucci
- Tim Ahern: Robert Grasso
- Beate Eriksen: la mare d'Arne
- Jay Benedict: Agent Becker
- Ingrid Olava: ella mateixa

Adaptació: Jessica Bluthe i Thibault Longuet.
Directora artística: Monika Lawinska.

## Episodis

### Primera temporada (2012)
1. Reality Check
2. The Flamingo
3. Guantanamo Blues
4. The Midwife
5. My Kind of Town
6. Pack Your Lederhosen
7. The Babysitter
8. Trolls

### Segona temporada (2013)
La segona temporada va ser rodada entre gener i abril de 2013 a Noruega i a Nova York i difosa a partir del 23 d'octubre de 2013 a NRK, del 13 de desembre de 2013 a Netflix i del 21 d'abril de 2014 a Canal+ Sèries.
1. Millwall Brick
2. Out of Africa)
3. Fiddler's Green
4. The Black Toe
5. The Island
6. Special Education
7. The Freezer
8. Ghosts

### Tercera temporada (2014)
El 13 de gener de 2014, NRK i Netflix van renovar la sèrie per a una tercera temporada de vuit episodis. Va ser difosa a partir del 29 d'octubre de 2014 a NRK i tots els episodis seran disponibles des del 21 de novembre de 2014 a Netflix.
1. Tiger Boy
2. Stranded
3. The Homecoming
4. The Jump
5. Tommy
6. Where the Grass is Greener
7. The Funeral
8. Loose Ends

## Rebuda
A Noruega, el pilot va obtenir un rècord d'audiència de 998.000 teleespectadors, o sigui una cinquena part de la població noruega.